# مولر ۴۰۳۱
سیارک ۴۰۳۱ (به انگلیسی: 4031 Mueller، نامگذاری:1985CL) چهار هزار و سی و یکمین سیارک کشف شده‌است که در ۱۲ فوریه ۱۹۸۵ کشف شد.
قدر مطلق سیارک برابر ۱۳٫۷۰ است.